# 楠淳生のLET'S GOアスリート
『楠淳生のLET'S GO アスリート』（くす あつおの- ）は、朝日放送ラジオ（ABCラジオ）で2018年4月2日から毎週月曜19:30 - 20:00に放送されているトーク番組。

## 概要
2018年4月2日放送開始。ABCの元アナウンサーで現在はオフィスキイワードに所属しているフリーアナウンサーの楠淳生がパーソナリティを務め、ABCの嘱託社員（シニアアナウンサー）時代の2016年10月から2017年3月まで放送されていた『楠淳生のおはようアスリート』でもパーソナリティを担当しており、当番組は事実上その続編となる。
当番組は、関西にゆかりのあるスポーツ選手や指導者・関係者などを中心に、前後編2週に分け、その選手のこれまでの競技・指導者人生や、人柄・プライベートに至るまでを聞き出すという内容である。
パーソナリティを務める楠にとってはフリー転身後初のレギュラー番組であり朝日放送を2018年3月31日で定年退職してからわずか2日で古巣である朝日放送ラジオ（同年4月1日より朝日放送の認定放送持株会社移行とともにラジオ事業が分社）制作のラジオ番組に出演することになった。

## 放送時間
- 毎週月曜 19:30 - 20:00[3]

## 出演者
パーソナリティ
- 楠淳生（元ABCアナウンサー、現・大阪経済大学客員教授・フリーアナウンサー）